# Albert Bloch
Albert Bloch és un personatge de l'obra A la recerca del temps perdut de Marcel Proust.

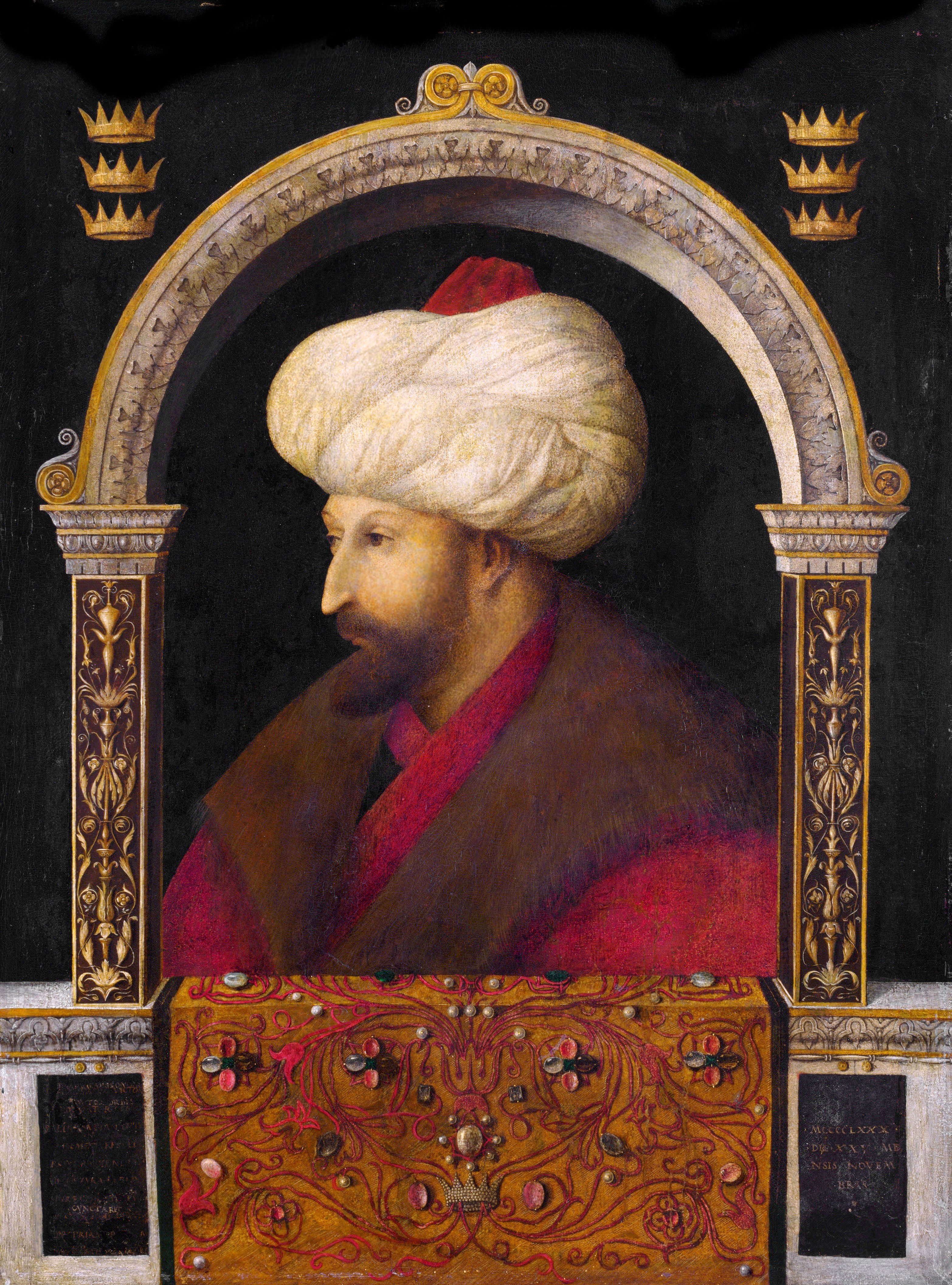
Retrat de Mehmed II, al qual Swann compara Albert Bloch (per Gentile Bellini).

El narrador el coneix des de Combray, la primera part de la novel·la, són companys d'escola. Mostra un caràcter fort, i sembla fer la funció de mentor per al nen, o voler jugar tal paper. És ell qui ensanya al jove noi que a les noies els agrada també fer l'amor.
És un burgès jueu parisenc, que desagrada als pares del narrador, que el foragiten en Combray. En efecte es mostra expansiu i versàtil, els seus actes de generositat espontanis els desagraden, el que no comprèn el narrador. És també en aquesta època que ell parla per a la primera vegada de Bergotte al narrador. En determinades ocasions parla en un argot neo-homèric afectat. Swann el compara físicament amb el retrat de Mehmet II per Gentile Bellini.
El narrador el presenta a Saint-Loup en A l'ombra de les noies en flor. Bloch el considera un snob, o fatxenda. En Pel cantó de Guermantes, és presentat a la marquesa de Villeparisis amb motiu d'una de les seves recepcions, i hi mostra la seva malaptesa i la seva mala educació. Ell reflexiona sobre Saint-Loup davant el narrador, i també sonda Norpois sobre l'afer Dreyfus però no arriba a conèixer la seva opinió.
Més tard, a Doncières, el narrador el presenta a Charlus qui li troba interès. En Sodoma i Gomorra, molt dreyfusard, Bloch recull signatures per al coronel Picquart a Swann i al príncep de Guermantes. L'agost de 1914, troba el narrador i Saint-Loup. Bloch li mostra el seu temor de marxar cap al front i la seva vulgaritat. Durant la guerra, el seu prestigi d'autor dramàtic s'afirma. En El temps retrobat, el narrador el reconeix amb difucultats en la matinée de la princesa de Guermantes. Ha pres el nom de Jacques du Rozier, porta monocle i adopta el «chic anglès».

## Intèrprets en adaptacions cinematogràfiques
- Christian Vadim a Le temps retrouvé de Raoul Ruiz (1999)
- Arthur Igual a À la recherche du temps perdu de Nina Companeez (2011)